# Ganjūr-e Pā'īn
Ganjūr-e Pā'īn (persiska: گنجور پائین, Kanjūr-e Soflá, Ganjūr-e Pā’īn) är en ort i Iran.   Den ligger i provinsen Kermanshah, i den västra delen av landet, 400 km väster om huvudstaden Teheran. Ganjūr-e Pā'īn ligger 1 330 meter över havet och antalet invånare är 298.
Terrängen runt Ganjūr-e Pā'īn är kuperad söderut, men norrut är den platt.Runt Ganjūr-e Pā'īn är det ganska tätbefolkat, med 185 invånare per kvadratkilometer. Närmaste större samhälle är Kahrīz, 19,5 km nordväst om Ganjūr-e Pā'īn. Trakten runt Ganjūr-e Pā'īn består till största delen av jordbruksmark.